# Абдуллаев, Ондасын Абдуллаевич
Ондасын (Окан) Абдуллаевич Абдуллаев (каз. Оңдасын (Оқан) Абдуллаұлы Абдуллаев; 13 сентября 1948, Энбекшиказахский район, Алматинская область, КазССР, СССР — 8 сентября 2023, Алма-Ата, Казахстан) — советский, казахский баянист, музыкальный педагог, профессор. Заслуженный деятель Казахстана (1996).

## Биография
Родился 13 сентября 1948 года в колхозе имени Кирова Енбекшиказахского района Алматинской области.
В 1968 году окончил Алма-Атинское музыкальное училище им. П. И. Чайковского, в 1980 году Алма-Атинскую государственную консерваторию им. Курмангазы.
Трудовую деятельность начал в 1968 году учителем музыки и пения в Иссыкском педагогическом училище.
С 1968 по 1970 год — педагог по классу баяна в Иссыкском педагогическом училище.
С 1971 по 1978 год — педагог по классу баяна детской музыкальной школы г. Есик.
С 1979 по 1980 год — методист лаборатории музыкального образования и эстетического воспитания Министерства народного просвещения КазССР.
С 1980 по 1982 год — педагог по классу баяна и оркестровому дирижированию Республиканской специализированной музыкальной школы для одаренных детей имени Куляш Байсеитовой.
С 1982 по 1984 год — инспектор отдела воспитания Министерства народного просвещения КазССР.
С ноябрь 1984 по август 2020 года — директор Республиканской специализированной музыкальной школы для одаренных детей имени Куляш Байсеитовой (36 лет).
После ухода с должности директора по представлению своего преемника на этом посту Бахтияра Абдрашева с согласия министра культуры и спорта РК Актоты Раимкуловой был назначен советником директора РССМШИ имени Куляш Байсеитовой.
Старший преподаватель кафедры кобыза и баяна и почётный профессор Казахской Национальной консерватории имени Курмангазы.
Вечером 8 сентября 2023 года скончался дома в Алматы, не дожив 5 дней до своего 75-летнего юбилея.

## Награды и звания
- 1988 — Нагрудный знак «Отличник народного просвещения Казахской ССР»
- 1990 — Нагрудный знак «Отличник культуры СССР»
- 1996 (24 октября) — Қазақстанның еңбек сіңірген қайраткері (Заслуженный деятель Казахстана) — за заслуги в развитии казахской музыкальной педагогики и общественную активность.
- 2002 — Нагрудный знак «Почётный работник образования Республики Казахстан»
- 2008 — Нагрудный знак «Ыбырай Алтынсарин» — за особые заслуги в области просвещения и педагогической науки.
- 2008 (7 декабря) — Орден Парасат — за большой вклад в развитие казахской музыкальной педагогики и общественную активность.[3]
- 2011 — Медаль «20 лет независимости Республики Казахстан»
- 2018 (2 июля) — Медаль «20 лет Астане»[4]
- 2020 — Медаль «25 лет Конституции Республики Казахстан»